# Agrobacteri
Agrobacterium és un gènere de bacteris gramnegatius que fa servir un gen transferidor horitzontal per causar tumors en les plantes. L'espècie Agrobacterium tumefaciens és la més estudiada de les espècies d'aquest gènere.
Els Agrobacterium són ben coneguts per la seva capacitat de transferir ADN entre ells mateixos i les plantes, i per aquest motiu han esdevingut una eina important per la millora vegetal a través de l'enginyeria genètica.
El Agrobacterium és un gènere força heterogeni. Estudis recents taxonòmics han reclassificat totes les espècies d'Agrobacterium dins nous gèneres, com ara Ruegeria, Pseudorhodobacter o Stappia, però la majoria de les espècies s'han reclassificat com espècies del gènere Rhizobium.

## Usos en biotecnologia
La capacitat dels Agrobacterium per a transferir gens a les plantes i els fongs s'utilitza en enginyeria genètica. Es pot fer servir un plasmidi modificat. Aquest plasmidi és desarmat esborrant els gens que indueixen els tumors; l'única part essencial del T-ADN són les dues petites parts (25 parell de bases) i almenys un d'ells es necessita per a la transformació de la planta. Marc Van Montagu i Jozef Schell a la Universitat de Gant (Bèlgica) descobriren el mecanisme de transferència.
Els gens que són introduïts dins la planta són clonats en una planta vector de transformació que contenen la regió de l'ADN-T del plasmidi desarmat, junt amb un marcador selectiu (com la resistència a un antibiòtic) per permetre la selecció de les plantes transformades amb èxit.
Agrobacterium no infecta totes les espècies de plantes, però hi ha altres tècniques per transformar plantes com ara la del canó genètic.
Agrobacterium ha servit per produir plantes genèticament modificades com ara soja, cotoner, blat de moro, remolatxa sucrera, alfals, blat o colza.